# Багамские Острова на летних Олимпийских играх 1992
Багамские Острова принимали участие в Летних Олимпийских играх 1992 года в Барселоне (Испания) в десятый раз за свою историю, и завоевали одну бронзовую медаль. Сборную страны представляли 2 женщины.

## Бронза
- Лёгкая атлетика, мужчины, тройной прыжок — Франк Рутерфорд.